# Amoklauf von Realengo

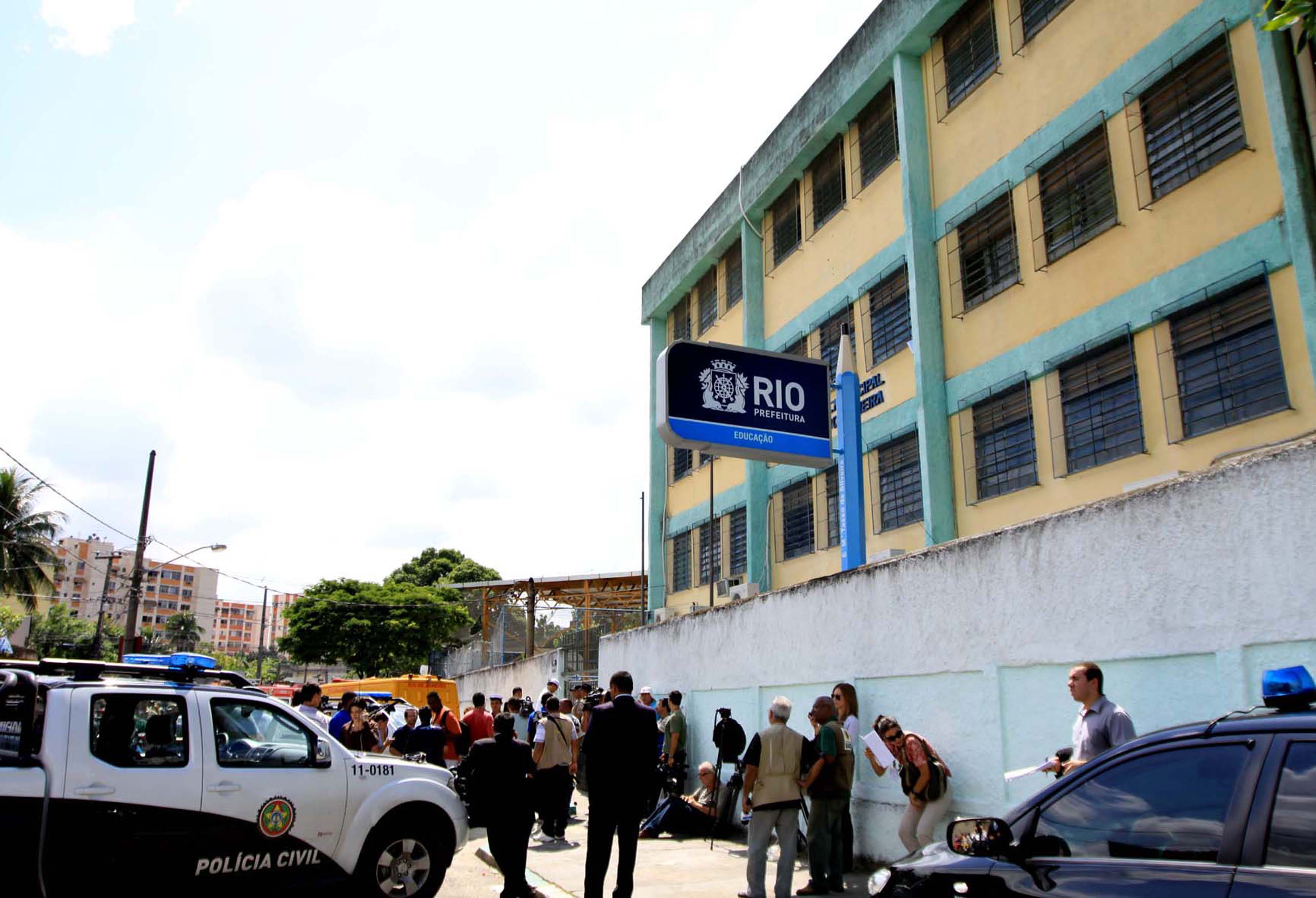
Die Schule Tasso da Silveira in Realengo, kurz nach der Tat

Der Amoklauf von Realengo ereignete sich am 7. April 2011 an der Schule Tasso da Silveira in Realengo, einer Vorstadt von Rio de Janeiro in Brasilien. Dabei kamen zwölf Schüler und der Attentäter ums Leben, 15 weitere Personen wurden zum Teil schwer verletzt. Dieser Amoklauf gilt als erstes Gewaltverbrechen dieser Art in Brasilien, das nicht mit einer Gang in Verbindung gebracht wird.
Der 23-jährige Einzeltäter Wellington Menezes de Oliveira hatte die Schule unter dem Vorwand betreten, er wolle dort einen Vortrag halten. Er zog dann zwei Feuerwaffen, suchte einen Klassenraum im ersten Stock auf und begann, auf die Schüler zu schießen. In der Schule brach daraufhin Panik aus; Lehrer verbarrikadierten die Türen und forderten die Schüler auf, sich auf den Boden zu werfen. Während der Täter sich im zweiten Stock weitere Opfer suchte, holte ein verletzter Schüler Hilfe von Verkehrspolizisten in der Nähe der Schule. Einem der Polizisten gelang es, den Attentäter mit einem Schuss in den Unterleib zu stoppen. De Oliveira fiel zu Boden und tötete sich dann mit einer seiner Waffen selbst.
Später stellte sich  heraus, dass der Attentäter die Tasso da Silveira-Schule zwischen 1999 und 2002 besucht hatte und danach einige Jahre im Lager einer Lebensmittelfirma gearbeitet hatte, bis er im August 2010 arbeitslos wurde. Wie de Oliveira in den Besitz der Waffen und Munition gelangte, konnte bislang nicht geklärt werden.
Die lokalen Behörden teilten am 8. April der Bevölkerung mit, dass die Schule vom 8. bis 15. April geschlossen werde. Die brasilianische Präsidentin, Dilma Rousseff, bat ihre Landsleute um eine Schweigeminute und ließ eine dreitägige Staatstrauer anordnen.